# Bernisse
Bernisse és un antic municipi de la província d'Holanda del Sud, al sud dels Països Baixos.
L'1 de gener de 2015 va fusionar amb el municipi de Spijkenisse. El nou municipi va prendre el nom de Nissewaard.
L'1 de gener del 2009 tenia 12.495 habitants repartits sobre una superfície de 68,59 km² (dels quals 11,25 km² corresponen a aigua). Limitava al nord amb Brielle i Rotterdam, a l'oest amb Hellevoetsluis, a l'est Spijkenisse i al sud amb Middelharnis i Korendijk.

## Història
El municipi s'havia creat l'1 de gener de 1980 per la fusió d'Abbenbroek, Oudenhoorn i Zuidland, i parts dels municipis de Geervliet (amb Simonshaven), Heenvliet,el poble de Biert. El nom prové del Bernisse, un curs d'aigua que travessa el municipi. L'ajuntament es trobava a Abbenbroek, un dels primers assentaments (anterior al segle xiii) a un illa al mig de la desembocadura dels rius Mosa i Rin, que a poc a poc es va polderitzar amb dics, canals i rescloses de desguàs.

## Llocs d'interés
- Àrea d'esbarjo «De Bernisse»: una zona de 300 hectàrees de lleure aquàtic als marges del riu Bernisse[4]